# Susana Spears
Susana Spears, née Zuzana Majorová le 29 avril 1982 à Prague, est une actrice tchèque spécialisée dans les films érotiques lesbiens.

## Biographie
Elle s'est également fait connaître sous le nom de Zuzka Light, une coach sportive internationalement connue, un modèle fitness, une femme d'affaires, et un auteur. Elle est née en Tchécoslovaquie et réside actuellement à Los Angeles, en Californie. Light a commencé à poster des vidéos sportives en ligne sur YouTube avec son mari Frederick Light, visionnées plus d'un demi-milliard de fois. Avant de lancer sa chaîne YouTube actuelle, Light a cofondé le site Web de remise en forme et la chaîne YouTube «BodyRock.tv».
Le couple s'est séparé en 2011 et a divorcé en 2013. Avant de déménager en Amérique du Nord, Light a travaillé comme mannequin et comme modèle pornographique softcore sous le nom de «Susana Spears». Elle a décrit l'expérience comme «une situation incroyablement humiliante» et a dit qu'elle se sentait chanceuse d'avoir survécu à l'expérience et que «le conditionnement physique et le fitness [l'ont] aidée à guérir émotionnellement et à reconstruire [son] estime personnelle». 
Light est apparue dans les spots publicitaires télévisés nationaux pour des compagnies comme Airbus, Stroda, Gambrinus et Raiffeisen Bank. Elle a contribué à diverses publications sportives, telles que Shape Magazine, BodyBuilding.com, et divers autres médias. Elle a publié un livre en Décembre 2015 intitulé 15 minutes pour être en forme.

## Filmographie
- 2002 : Feuer, Eis & Dosenbier : Engel
- 2003 : White Slave Virgins : la fille #3 (créditée comme Zuzana Major)
- 2003 : Chained Fury: Lesbian Slave Desires
- 2004 : Sorority Spy 2 (créditée comme Zeeky)
- 2004 : Girls Hunting Girls
- 2006 : Sandy's Girls 4
- 2006 : In the Crack 085: Susana Spears
- 2006 : Actiongirls.com Volume 2 (créditée comme Susana Sears)
- 2007 : Actiongirls: Soldiers of the Dead - Part 1 : Susana
- 2007 : Actiongirls.com Volume 3
- 2007 : Actiongirls.com Volume 4
- 2007 : On Consignment : l'acheteuse
- 2007 : Private Lesbian 1: Girl Girl Studio 3
- 2008 : Horrorbabe.com: Volume 1
- 2008 : Actiongirls.com Volume 5
- 2008 : Lesbian Fantasies